# Das Phantom im Paradies
Das Phantom im Paradies ist eine US-amerikanische Musical-Horror-Drama-Filmgroteske aus dem Jahr 1974, die lose auf dem Roman Das Phantom der Oper basiert, aber auch Elemente aus Das Bildnis des Dorian Gray und Faust enthält. Die Titelrolle spielte William Finley, Regie führte Brian De Palma.

## Handlung
Der noch gänzlich unbekannte Komponist Winslow Leach träumt von einer großen Karriere und bewirbt sich für ein Vorspielen bei der Plattenfirma „Death Records“ des mysteriösen Plattenmoguls Swan. Dieser ist von Winslows noch unvollendeter Pop-Kantate „Faust“ fasziniert, will aber von dem unscheinbaren Künstler selbst nichts wissen. Er bietet ihm an, seine Musik zu verlegen und lässt sich von dem gutgläubigen Komponisten das einzige Originalmanuskript aushändigen.
Als Winslow nach einem ganzen Monat noch immer keine Neuigkeiten über seine Musik hört, sucht er Swan in dessen Anwesen auf. Dort lernt er die junge Phoenix kennen, die zu einem Vorsingen für „Swans Faust“ gekommen ist. Winslow fordert die Richtigstellung der Verhältnisse, wird jedoch von Swan des Drogenhandels bezichtigt und zu lebenslanger Haft in Sing-Sing verurteilt. Als Winslow im Radio hört, dass Swan plant, die Kantate zur Eröffnung seines ultimativen Rock’ n Roll-Palastes „Paradise“ unter eigenem Namen zu publizieren, bricht er aus. Er schleicht sich in die Produktionsstätte von „Death Records“, um die Plattenproduktion zu sabotieren. Dabei wird er von einem Nachtwächter überrascht, der sofort das Feuer eröffnet. Die Kugel zerfetzt Winslows Stimmbänder. Er taumelt zurück und gerät mit dem Gesicht in eine Plattenpresse. Schrecklich entstellt flieht er und stürzt in den New Yorker East River. Winslow wird offiziell für tot erklärt.
Als Phantom, maskiert mit einem Helm mit raubvogelförmigem Visier, spukt er durch das „Paradise“ und sabotiert, wo es ihm möglich ist, die Vorbereitungen für die Eröffnung. Er unternimmt auch einen Mordversuch an Swan. Dieser kann ihn jedoch überreden, mit ihm zusammenzuarbeiten. Er konstruiert für Winslow eine Art tragbaren Synthesizer, mit dessen Hilfe er wieder sprechen kann. Außerdem garantiert er Winslow in einem Vertrag, dass die Kantate unter seinem Namen veröffentlicht werden wird, wenn er es schafft sie bis zur Eröffnung des „Paradise“ fertigzustellen. Des Weiteren soll Phoenix, von deren Talent Winslow überzeugt ist, die Hauptrolle singen. Beide besiegeln den Vertrag mit ihrem Blut. Swan aber verfolgt eigene Pläne. Nachdem er eine Woche lang durchgearbeitet und die Kantate fertiggestellt hat, lässt Swan den völlig erschöpften Winslow im Tonstudio einmauern, Phoenix kommt in den Background-Chor, und die Hauptrolle wird mit dem aufgedonnerten, schrillen Sänger Beef besetzt. Winslow, der abermals betrogen wurde, gelingt es, aus dem Tonstudio auszubrechen. Er tötet Beef auf der Bühne mitten in der Eröffnungsshow des „Paradise“, sehr zur Begeisterung der Fans, mit einem Stromschlag. 
Da die Show weitergehen muss und man weitere Racheaktionen Winslows fürchtet, wird Phoenix kurzerhand zum Hauptdarsteller bestimmt. Ihr Auftritt wird ein großer Erfolg, und die Menge rastet völlig aus. Im Durcheinander gelingt es Winslow, Phoenix in ein Nottreppenhaus und aufs Dach zu drängen. Sie erkennt ihn zunächst nicht und hält ihn für einen geisteskranken Mörder. Doch auch als sie ihn wiedererkennt, schlägt sie seine Warnungen in den Wind. Sie ist davon überzeugt, dass sie ihren Erfolg ausschließlich Swan verdankt und will deshalb alles für ihn tun. Sie rennt von Winslow weg und fährt mit Swan in seine Privatvilla. Dort schläft sie mit ihm, was Winslow, der den beiden gefolgt ist, durch ein gläsernes Dach beobachtet. Er will sich noch auf dem Dach das Leben nehmen und stößt sich ein Messer in die Brust. Swan, dessen Kameras auch diesen Ort lückenlos überwachen, ist die Anwesenheit Winslows nicht entgangen. Er geht aufs Dach, zieht Winslow das Messer aus der Brust und wirft ihm eine Ausfertigung des Vertrages zwischen ihnen hin. Winslow kehrt daraufhin ins Leben zurück, Swan weist ihn darauf hin, dass er aufgrund des Vertrages kein Recht habe, sich das Leben zu nehmen, da dieser für die gesamte Lebenszeit geschlossen wurde. Winslow versucht daraufhin, Swan zu töten, was misslingt, da auch Swan einem Vertrag auf Lebenszeit unterliegt, es bleibt jedoch offen mit wem. Swan lässt Phoenix danach ebenfalls einen mit Blut signierten Vertrag unterschreiben. Sie bekommt die Hauptrolle und Swan als Gegenleistung ihre Stimme.
Winslow entdeckt in Swans Privatarchiv einige alte Videoaufnahmen. Swan, der schon früher alles was in seiner Umgebung passierte, von Überwachungskameras aufzeichnen ließ, wollte vor mehr als zwanzig Jahren Selbstmord begehen, da er sich vor dem Altwerden fürchtet. Da erscheint ihm der Teufel und bietet ihm, im Austausch für seine Seele, einen Pakt an, der ihm ewige Jugend garantiert, während an seiner Stelle nur von ihm gemachte Fotos altern (daher ist Swan extrem medienscheu). Der Teufel ermahnt ihn jedoch, dass das jetzt aufgezeichnete Video nicht zerstört werden darf, da dies Swans Tod bedeuten würde. Winslow setzt daraufhin das Archiv in Brand.
Als Höhepunkt der Einweihungsfeier, die im Fernsehen übertragen wird, plant Swan, als ultimative Unterhaltung, einen spektakulären Mord zu begehen. Dazu will er Phoenix im Finale des zweiten Teils der Show live auf der Bühne erschießen lassen. Mittlerweile hat der Brand im Videoarchiv das Band mit der Aufzeichnung über das Abkommen mit dem Teufel zerstört, wodurch auch Swan entstellt wird. Es gelingt Winslow auch in letzter Sekunde, das Attentat auf Phoenix zu vereiteln und Swan zu töten, indem er ihm eine schwarze Feder ins Herz treibt.
Phoenix ist gerettet, aber Winslow stirbt ebenfalls, da sein Vertrag mit Swan erloschen ist und deshalb die Stichwunde, die er sich bei seinem Selbstmordversuch zugefügt hatte, wieder aufbricht.

## Synchronisation
Die deutsche Synchronfassung entstand bei der Berliner Synchron. Michael Richter schrieb das Dialogbuch und Joachim Kunzendorf führte Regie.
| Rolle                   | Darsteller     | Synchronsprecher  |
| ----------------------- | -------------- | ----------------- |
| Winslow Leach / Phantom | William Finley | Andreas Mannkopff |
| Swan                    | Paul Williams  | Stefan Wigger     |
| Phoenix                 | Jessica Harper | Conny Diem        |
| Philbin                 | George Memmoli | Michael Chevalier |
| Beef                    | Gerrit Graham  | Joachim Kemmer    |

## Kritiken
„Musikalische Variation des Schauerromans ‚Das Phantom in der Oper‘, in der Popmusik nicht einfach als verschönerndes Element dient, sondern dem Medium Film gleichgestellt wird. Trotz einiger Längen zu Beginn hervorragend inszenierte, fesselnde Unterhaltung.“

„Vor allem dank des psychedelisch inszenierten Horror-Finales elektrisiert De Palmas lustvoll übersteigerte Satire noch heute.“

„Brian de Palma liefert ein mit originellen Einfällen manchmal sogar überreich gespicktes Porträt einer kaputten Szene, karikiert treffend die grellen Manierismen der Superstars à la Alice Cooper ebenso wie die hysterischen Exaltationen der jugendlichen Fans.“

## DVD-Veröffentlichung
- Phantom of the Paradise / 30. Juni 2003 / 20th Century Fox Home Entertainment

- Das Phantom im Paradies – Collector’s Series / 29. Juni 2007 / Capelight DVD

## Sonstiges
- Swans rechte Hand Philbin ist nach der Schauspielerin Mary Philbin benannt, die im Stummfilm Das Phantom der Oper (1925) die Rolle der Christine spielte.

- Obwohl sie zu dieser Zeit bereits eine bekannte Schauspielerin war, wurde Sissy Spacek im Abspann des Films als Set-Dresser genannt. Vermutlich nahm sie den Job an um ihrem damaligen Freund und späteren Ehemann, dem Production-Designer Jack Fisk zu assistieren.

- Die Figur Winslow Leach ist nach Regisseur Brian De Palmas Mentor Wilford Leach benannt.

- De Palma wollte ursprünglich die Rock-Band Sha Na Na für die Juicy Fruits besetzen, entschied dann jedoch, dass es zu schwierig sei mit der Gruppe zu arbeiten.

- Laut Gerrit Graham sei das Casting chaotisch wie ein Sesseltanz gewesen und William Finley beinahe nicht besetzt worden. Das Studio wollte ursprünglich Paul Williams als Winslow, Graham als Swan und Peter Boyle als Beef. Williams lehnte die Rolle ab, da er sich selbst nicht als bedrohlich genug oder physisch fit genug für den Part fühlte. Außerdem wollte er keine Antiwerbung für die großen Plattenfirmen machen. Boyle stand nicht zur Verfügung, weshalb Graham als Beef besetzt wurde und Finley erhielt endgültig die Titelrolle. Laut William Finley war auch Jon Voight eine Zeitlang im Gespräch für die Rolle des Swan.

- Die Plattenpresse in der Winslow Leachs Gesicht verstümmelt wird, war eine echte Spritzguss-Presse einer Spielzeugfabrik. Darsteller William Finley war besorgt über die Sicherheit der Anlage. Man versicherte ihm, dass es sicher sei und, dass man zusätzlich Keile im Inneren angebracht habe, die ein vollständiges Schließen der Maschine verhinderten. Allerdings war der Druck zu stark und die Keile wurden einfach zerdrückt. Glücklicherweise konnte Finley rechtzeitig den Kopf zurückziehen, bevor er wirklich verletzt wurde. Sein Schrei in dieser Szene war nicht gespielt.

- Als Swan Winslows Stimmensynthesizer einstellt, stammt der Gesang nicht von William Finley, sondern von Paul Williams. Dies macht die Szene zu einem Insider-Gag, indem Swan die kreierte Stimme als perfekt bezeichnet.

- William Finley hatte die Idee, dem Phantom eine Vogelmaske zu geben und entwickelte sie in Zusammenarbeit mit Kostümbildnerin Rosanna Norton.

- Jessica Harper, die die Rolle der Phoenix spielt, konnte sich beim Casting unter Anderen auch gegen Linda Ronstadt durchsetzen.

- Das Phantom im Paradies wurde zum US-Flop des Jahres 1974. Die einzigen Orte in Nordamerika, in denen der Film erfolgreich lief, waren Winnipeg und Manitoba in Kanada, wo er monatelang zu sehen war.

## Auszeichnungen
Oscarverleihung 1975
- Nominierung in der Kategorie Beste Filmmusik für Paul Williams und George Aliceson Tipton

Golden Globe Award 1975
- Nominierung in der Kategorie Beste Filmmusik für Paul Williams

Saturn Award 1976
- Nominierung in der Kategorie Bester Horrorfilm